# Kościół Świętych Piotra i Pawła w Nowogrodźcu
Kościół Świętych Piotra i Pawła – rzymskokatolicki kościół parafialny należący do dekanatu Nowogrodziec diecezji legnickiej.

Budowla pierwotna została wzniesiona w XIII wieku. Obecna, w stylu barokowym, została wybudowana w latach 1788-1793, w latach 1879-1880 została rozbudowana o wieżę, odrestaurowano ją w 1881 i 1964 roku. 
 Jest to świątynia składająca się z jednej nawy, posiadająca rzędy kaplic i empory ponad nimi, jej prezbiterium jest prostokątne i zamknięte półkoliście, jej wnętrze jest nakryte w całości sklepieniami kolebkowymi opartymi na gurtach. Wyposażenie wnętrza reprezentuje styl późnobarokowy i pochodzi z końca XVIII wieku, związane jest z osobami snycerza Heinzego i rzeźbiarza Benedykta Herdena z Krzeszowa. Oprócz tego zachowało się także kilka płyt nagrobnych z XVII i XVIII wieku.

## linki zewnętrzne
- Kościół Świętych Piotra i Pawła (Pfarrkirche St. Peter und Paul) w Nowogrodźcu polska-org.pl